# Josh Reaves
Joshua Alexander Reaves (ur. 4 czerwca 1997 w Fairfax) – amerykański koszykarz, występujący na pozycji rzucającego obrońcy.
W 2019 reprezentował Dallas Mavericks, podczas letniej ligi NBA.

## Osiągnięcia
Stan na 26 listopada 2020, na podstawie, o ile nie zaznaczono inaczej.
NCAA
- Uczestnik turnieju Portsmouth Invitational Tournament (2019)
- Obrońca roku Big Ten (2019)[3]
- Zaliczony do:
  - I składu:
    - defensywnego Big Ten (2018, 2019)
    - Cancun Challenge Riviera Division (2019)
    - Portsmouth Invitational Tournament (2019)

  - składu All-Big Ten honorable mention (2019)